# Caretta
Caretta is een geslacht van schildpadden uit de familie zeeschildpadden.
De groep werd voor het eerst wetenschappelijk beschreven door Constantine Samuel Rafinesque-Schmaltz in 1814. Er is tegenwoordig nog een enkele vertegenwoordiger; de onechte karetschildpad (Caretta caretta). Deze grote zeeschildpad komt voor in een groot deel van de oceanen maar heeft een voorkeur voor koraalriffen en rustige baaien zonder veel branding. Het voedsel bestaat voornamelijk uit kreeftachtigen. Daarnaast is er ook een uitgestorven soort bekend; Caretta patriciae.
Caretta patriciae is niet recentelijk uitgestorven maar is alleen bekend als fossiel. De schildpad leefde gedurende het Plioceen in de Amerikaanse staat North Carolina.

## Soorten
Geslacht Caretta
- Soort Onechte karetschildpad (Caretta caretta)
- Soort Caretta patriciae